# Bagmande
Bagmande est un village du Cameroun situé dans l’arrondissement de Bamenda II, dans le département de Mezam et dans la Région du Nord-Ouest.

## Population
Lors du recensement de 2005, on a dénombré 678 habitants à Bagmande, dont 333 hommes et 345 femmes.

## Établissement scolaire
Entre autres, le CETIC de Bagmande, un établissement scolaire du sous-système anglophone, dispense un enseignement technique de 1er cycle.